# Grötvallsskogen
Grötvallsskogen är ett naturreservat i Ljusdals kommun i Gävleborgs län.
Området är naturskyddat sedan 2010 och är 66 hektar stort. Reservatet består av gammal barrskog med lövträd och små våtmarker med myrtallar. 